# 해피타임 (경기방송)
해피타임은 KFM 경기방송에서 방송했던 낮 시간대 라디오 프로그램이다.
2001년 4월 2일에 첫방송을 시작해 역대로 방송 분량과 DJ가 변경되어 방송됐으나 2019년 1월 6일 방송을 마지막으로 폐지되었다.

## 역대 방송시간
| 방송 채널    | 방송 기간                          | 방송 시간                 |
| ------------ | ---------------------------------- | ------------------------- |
| KFM 경기방송 | 2001년 4월 2일 ~ 2004년 2월 1일    | 매일 낮 12:40 ~ 오후 2:00 |
| KFM 경기방송 | 2004년 2월 2일 ~ 2008년 3월 16일   | 매일 낮 12:10 ~ 오후 2:00 |
| KFM 경기방송 | 2009년 11월 2일 ~ 2014년 4월 6일   | 매일 낮 12:10 ~ 오후 2:00 |
| KFM 경기방송 | 2008년 3월 17일 ~ 2009년 10월 30일 | 평일 낮 12:10 ~ 오후 2:00 |
| KFM 경기방송 | 2014년 4월 12일 ~ 2014년 10월 26일 | 주말 낮 12:10 ~ 오후 2:00 |
| KFM 경기방송 | 2015년 2월 7일 ~ 2019년 1월 6일    | 주말 낮 12:10 ~ 오후 2:00 |
| KFM 경기방송 | 2014년 11월 1일 ~ 2015년 2월 1일   | 주말 낮 12:30 ~ 오후 2:00 |

## 역대 DJ
- 김미낭(경기방송 PD)
- 김현철(개그맨)
- 이상화(개그맨), 정경미(개그우먼)
- 이상준(경기방송 PD)
- 홍록기(개그맨)
- 박준형(개그맨)
- 반승원(경기방송 부장, 평일), 장벽진(DJ, 주말)
- 김희연(경기방송 DJ)
- 권계현(DJ)
- 하나리(가수 겸 리포터)